# Камі-Сунаґава

43°28′56″ пн. ш. 141°59′0″ сх. д. / 43.48222° пн. ш. 141.98333° сх. д.
Ка́мі-Сунаґа́ва (яп. 上砂川町, かみすながわちょう, МФА: [kamʲi sunagawa t͡ɕoː]) — містечко в Японії, в повіті Сораті округу Сораті префектури Хоккайдо. Станом на 1 жовтня 2008 року площа містечка становила 39,91 км². Станом на 31 березня 2017 населення містечка становило 3198 осіб.